# سیارک ۱۱۳۲۱۴
سیارک ۱۱۳۲۱۴ (به انگلیسی: 113214 Vinko، نامگذاری:2002RT118)۱۱۳۲۱۴مین سیارک کشف شده‌است که در ۰۹ سپتامبر ۲۰۰۲ کشف شد.